# Marie Schölzel
Marie Schölzel (Berlino, 1º agosto 1997) è una pallavolista tedesca, centrale della Roma Club.

## Carriera

### Club
La carriera di Marie Schölzel inizia nella stagione 2011-12 con il Rotation Prenzlauer Berg, in 2. Bundesliga. Nella stagione 2012-13 esordisce in 1. Bundesliga accasandosi all'Olympia Berlino, club al quale resta legata per tre annate, disputando la 2. Bundesliga nella stagione 2013-14 e nuovamente la 1. Bundesliga in quella 2014-15.
Per il campionato 2015-16 viene ingaggiata dallo Schweriner, sempre nella massima divisione, con il quale vince due scudetti e la Supercoppa tedesca 2017. Dopo un breve periodo di inattività, a metà stagione 2018-19 si trasferisce al Münster, mentre nella stagione successiva torna nuovamente allo Schweriner, conquistando due Supercoppe e la Coppa di Germania 2020-21.
Nell'annata 2021-22 veste la maglia del Bergamo 1991, nella Serie A1 italiana, ma già nell'annata seguente rientra in patria, ingaggiata dallo MTV Stoccarda, con il quale vince il suo terzo scudetto.
Per la stagione 2023-24 si trasferisce in Polonia difendendo i colori del Radomka, impegnata nella massima divisione polacca, per poi ritornare in Italia nell'annata successiva, firmando per la Roma Club, in Serie A1, aggiudicandosi la WEVZA Cup e la Challenge Cup.

### Nazionale
Nel 2013 è nella nazionale tedesca under 18, nel 2014 in quella under 19 e nel 2015 in under 20.
Esordisce nella nazionale maggiore nel 2015.

## Palmarès

### Club
- Campionato tedesco: 2

2016-17, 2017-18, 2022-23
- Coppa di Germania: 1

2020-21
- Supercoppa tedesca: 3

2017, 2019, 2020
- Challenge Cup: 1

2024-25
- WEVZA Cup: 1

2024

### Nazionale (competizioni minori)
- Montreux Volley Masters 2017

### Premi individuali
- 2017 - Montreux Volley Masters: Miglior centrale